# (29890) 1999 GH37
A (29890) 1999 GH37 a Naprendszer kisbolygóövében található aszteroida. A LINEAR projekt keretében fedezték fel 1999. április 12-én.